# سک

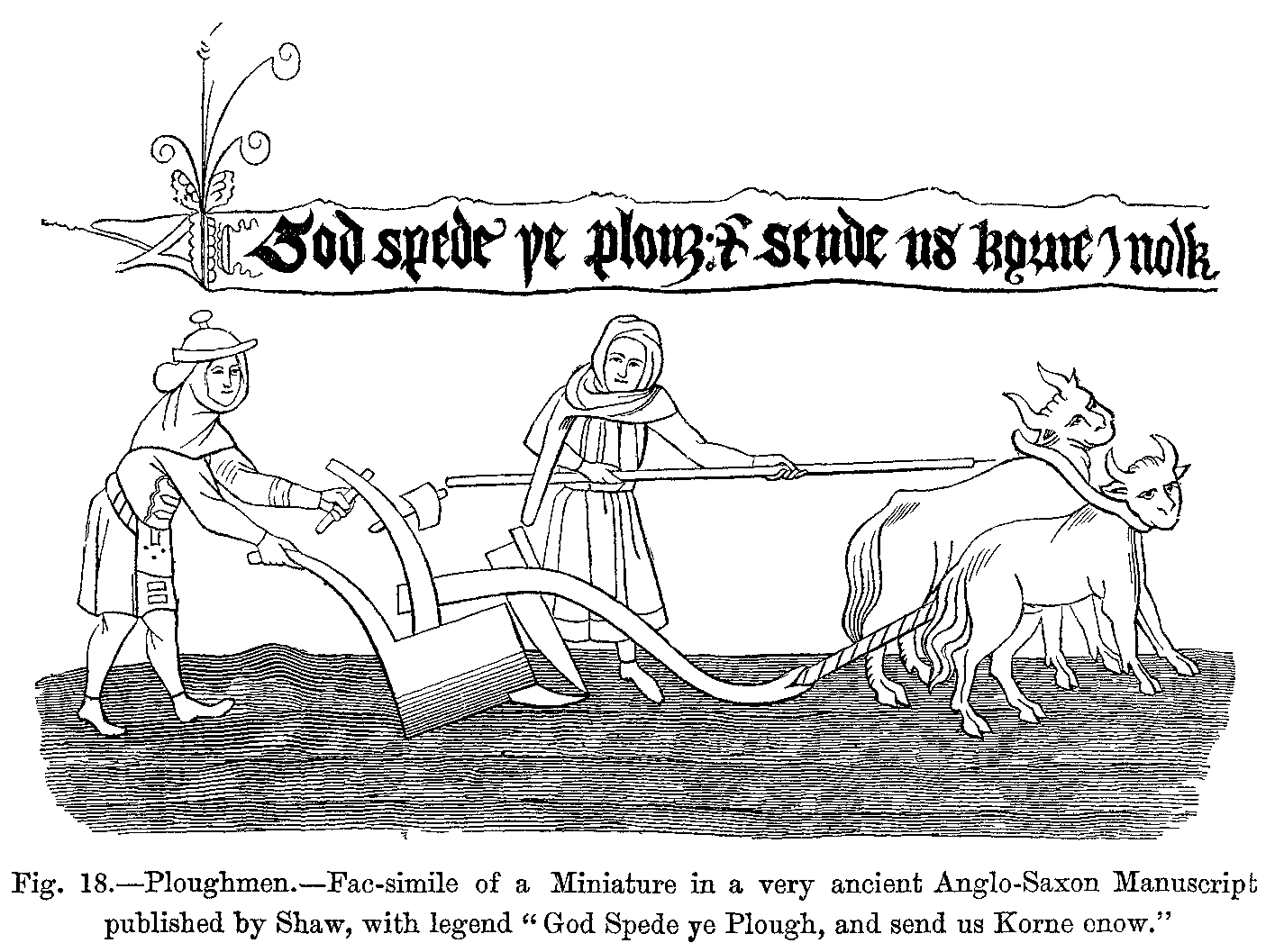
کشاورزی که به یک ورزا سک می‌زند. مینیاتوری از اوایل سده شانزدهم که در موزه بریتانیا نگهداری می‌شود.

سُک چوبی است که بر سر آن آهنی سرتیز استوار می‌کنند و ستور را با آن می‌رانند. ورزاهایی که گاوآهن و ارابه می‌کشند را نیز با سک زدن به حرکت سریع‌تر تحریک می‌کنند.
در لغتنامه دهخدا در تعریف سک آمده‌است: «چوبی بمقدار وجبی که بر سر آن آهنی نوک‌تیز چون جوالدوزی استوار کنند و خربندگان بدان خر را رانند.»
امروزه بسیاری از مردم با سک آشنا نیستند اما این ابزار در طول تاریخ استفاده زیادی داشته و در تصاویر باستانی ترسیم شده‌است. برای نمونه گانش ایزد هندو در تصاویر مختلف یک سک فیل در دست دارد.
در کتاب داوران از کتب انجیل آمده‌است که شَمْجَر پسرعناث با یک سُک گاورانی ۶۰۰ جنگاور فلسطینی را کشت.
حرف لاتین L از شکل سک که در زبان‌های سامی برای حرف لام استفاده می‌شد مشتق شده‌است.
در عامیانه واژه «سک زدن» کنایه از تنبیه و هشدار برای دیگران می‌باشد.